# 박기환 (1948년)
박기환(朴基煥, 1948년 12월 25일, 경상북도 포항시 ~ )은 대한민국의 회계사, 정치인이다. 제34대 경상북도 포항시장이다.

## 학력
- 서울대학교 상과대학 경제학과 학사 졸업
- 서울대학교 경영대학원 경영학 석사 졸업
- 영남대학교 경영대학원 경영학 석사 졸업

## 경력
- 경상북도 지구 청년회의소 회장
- 한국청년회의 소중앙상무위원
- 민주당 포항시 지구당 위원장
- 민주당 경상북도 선거 대책 본부장
- 한국청년회의소 중앙연수원 교수
- 포항제철㈜회계과 근무
- 대통령비서실 지방자치비서관
- 1995.07 ~ 1998.06 경상북도 포항시 시장
- 2004.02 열린우리당 경북도지부 지부장
- 2005 열린우리당 경상북도당 중앙위원
- 박기환 회계사무소 공인회계사

## 역대 선거 결과
|  | 27.73% |

|  | 11.64% |

|  | 32.37% |

|  | 48.51% |

|  | 37.59% |

|  | 34.97% |

|  | 24.20% |

| 전임 김의환 | 제34대 경상북도 포항시장(민선) 1995년 7월 1일 ~ 1998년 6월 30일 | 후임 정장식 |